# Il lupo della steppa (film)
Il lupo della steppa (Steppenwolf) è un film del 1974 diretto da Fred Haines.
La pellicola è un adattamento cinematografico dell'omonimo romanzo di Hermann Hesse del 1927, girato nel Canton Basilea Città in Svizzera. Il film non ebbe buoni esiti alla sua uscita e neanche una successiva versione italiana curata da Cesare Ferrario nel 1983 gli procurò una maggiore fortuna.